# پارس خودرو
پارس خودرو شرکت خودروسازی ایرانی است، که هم‌اکنون در زمینه مونتاژ و فروش چند مدل خودرو از شرکت‌های خودروسازی نیسان، رنو، برلیانس و سایپا فعالیت می‌کند.
شرکت پارس خودرو در سال ۱۳۳۵ به عنوان یک شرکت تولیدی و بازرگانی در زمینه خودروهای جیپ فعالیت خود را آغاز و از آن دوران تاکنون اقدام به تولید و مونتاژ انواع خودروهای سواری و دو دیفرانسیل در ایران نموده است.
شرکت سایپا با در اختیار داشتن ۴۱ درصد از سهام پارس خودرو، بزرگ‌ترین سهام‌دار آن به‌شمار می‌آید. بخشی از سهام پارس خودرو نیز در بازار بورس اوراق بهادار تهران معامله می‌شود.
موفق‌ترین خودروی تولیدی پارس‌خودرو، نیسان پاترول نسل سوم (۱۶۰ و ۲۶۰) بود. عدم بومی‌سازی و عدم سرمایه‌گذاری این شرکت در طراحی، تحقیق و توسعه منجر گردیده که این خودروسازی همواره مونتاژ کننده خودروهای برندهای خارجی و داخلی باشد و صاحب هیچ پلتفرمی با برند خود نباشد.

## تاریخچه
شرکت پارس خودرو در سال ۱۳۳۵ به شماره ثبت ۵۲۷۲ و با نام شرکت «جیپ» تأسیس شد و با واردات و فروش خودروهای جیپ ویلیز و قطعات یدکی آن فعالیت خود را شروع کرد.
شرکت در سال ۱۳۳۸ پس از احداث کارخانه در جاده مخصوص کرج (محل کنونی شرکت) مونتاژ انواع خودروهای جیپ را در ایران آغاز نمود. در سال ۱۳۴۵ به دنبال احداث سالن‌های پرس و ساخت قطعات و توسعه عملیات، تولید خودروهای آریا و شاهین (رامبلر) به محصولات پیشین اضافه گردید.
در تاریخ ۱۳۵۲/۰۲/۰۴ شرکت «موتور جک (سهامی خاص)» به شماره ثبت ۱۶۸۳۲ تأسیس و کلیه دارایی‌ها و تعهدات شرکت جیپ به این شرکت منتقل شد. نام شرکت در تاریخ ۱۳۵۲/۰۲/۰۸ بر طبق مصوبه مجمع عمومی فوق‌العاده به «شرکت جنرال موتورز ایران (سهامی خاص)»، در سال ۱۳۵۹ به «خودروسازی ایران» و سپس در همان سال به «پارس خودرو» تغییر یافت.
شرکت پارس خودرو بر اساس صورت‌جلسه مجمع فوق‌العاده مورخ ۱۳۷۱/۰۱/۲۶ و به استناد ماده ۲۷۸ قانون اصلاح، قسمتی از قانون تجارت، از «سهامی خاص» به «سهامی عام» تبدیل گردید و اساسنامه جدید شرکت مشتمل بر ۸۰ ماده و ۱۵ تبصره مورد تصویب قرار گرفت.
در اواخر سال ۱۳۷۸ و در پی عرضه سهام شرکت در بازار بورس، شرکت سایپا ۵۱ درصد از سهام شرکت را خریداری نمود و با این اتفاق این شرکت از شمول شرکت‌های دولتی خارج گردید. در سال ۸۲، ۳۴درصد دیگر از سهام شرکت توسط شرکت سایپا خریداری شد.

## گاه‌شمار شرکت
- ۱۳۳۵: تأسیس «شرکت جیپ»
- ۱۳۳۸: تولید جیپ
- ۱۳۴۸: تولید آریا و شاهین، تولید جیپ آهو
- ۱۳۵۲: تأسیس «شرکت موتور جک» و تغییر آن به «جنرال موتورز ایران»
- ۱۳۵۳: تولید شورلت اپل
- ۱۳۵۵: تولید شورلت نوا، بیوک و آمبولانس چروکی
- ۱۳۵۶: تولید کادیلاک و وانت شورلت
- ۱۳۵۹: تغییر نام «شرکت جنرال موتورز ایران» به «شرکت خودروسازی ایران» و سپس تغییر به «شرکت پارس‌خودرو»، تولید جیپ توسن
- ۱۳۶۲: تولید لندرور
- ۱۳۶۴: تولید جیپ نظامی و کالسکه‌ای با موتور میتسوبیشی
- ۱۳۶۵: تولید نیسان پاترول ون
- ۱۳۶۶: تولید جیپ توپدار، نیسان پاترول هاردتاپ، آمبولانس
- ۱۳۶۷: تولید نیسان وانت
- ۱۳۶۹: تولید جیپ صحرا، نیسان هایروف، نیسان پولرسانی
- ۱۳۷۱: تبدیل شرکت پارس خودرو از سهامی خاص به سهامی عام
- ۱۳۷۴: تولید جیپ جوانان و فایبر گلاس
- ۱۳۷۵: تولید سپند، توسعه سالن پرس
- ۱۳۷۷: تمرکز گرایی خطوط تولید از وضعیت Sectional به وضعیت Functional، خط رنگ شاسی
- ۱۳۷۸: عرضه سهام شرکت پارس خودرو در بازار بورس/ خرید ۵۱درصد از سهام عرضه شده توسط «شرکت سهامی عام سایپا»، تولید سپند ۲
- ۱۳۷۹: تولید سپند جوانان، مونتاژ پراید (تریم نهایی)
- ۱۳۸۰: تولید سافاری، پی کی، ماکسیما، پیکاپ دوکابین
- ۱۳۸۱: افزایش سهام شرکت سایپا از ۵۱درصد به ۸۴درصد، تولید پیکاپ تک کابین، پی کی انژکتوری، رونیز
- ۱۳۸۲: تولید سرانزا
- ۱۳۸۳: راه‌اندازی سالن رنگ متمرکز
- ۱۳۸۴: تولید کامل پراید GTX (بدنه، رنگ، مونتاژ)، New PK، سایپا ۱۴۱ به‌طور کامل در پارس خودرو، عقد قرارداد تولید مگان به ظرفیت ۱۵۰۰۰ دستگاه در سال.
- ۱۳۸۵: احداث آزمایشگاه جهت تست مواد و قطعات، اجرای سیستم‌های نوین مدیریت نظیر NPW, SPR, CRM، بهبود کیفیت محصولات، دریافت لوح تقدیر سرآمدی EFQM، تمدید گواهینامه بین‌المللی نظام مدیریتی در محیط زیست EMS، دریافت گواهینامه OHSAS 18001ء
- ۱۳۸۶: تولید خودروی تندر ۹۰
- ۱۳۸۷: تولید خودروی مگان
- ۱۳۸۹: عرضه خودروی تیانا و قشقایی به صورت مونتاژ و واردات، عرضه خودروی مورانو به صورت وارداتی
- ۱۳۹۲: تولید خودروی وانت ریچ، تولید فیس‌لیفت تندر ۹۰ با نام پارس تندر، عرضه خودروی کولیوس به صورت وارداتی
- ۱۳۹۳: تولید خودروهای برلیانس H۳۲۰ و H۳۳۰
- ۱۳۹۴: واردات خودروی هایس H2L از شرکت جینبی چین، تولید ساندرو
- ۱۳۹۵: تولید مدل کراس ساندرو با نام استپ وی
- ۱۳۹۶: تولید خودروهای برلیانس H۲۲۰ و H۲۳۰، ارتقاء گیربکس دستی محصولات رنو به JHQ، تولید نسخه کراس برلیانس H۳۲۰ با نام برلیانس کراس C۳
- ۱۳۹۷: ارتقاء موتور برلیانس H۳۲۰ و H۳۳۰ و کراس از ۱۵۰۰ سی‌سی به ۱۶۵۰ سی‌سی، تولید خودروی کوییک آر[۵]

## سهامداران
- شرکت سایپا ۳۶/۰۹
- نیوان ابتکار ۳۱/۶۸
- سایر ۳۲/۲۳
[۶]

## تولیدات
نخست پارس خودرو محصولات رامبلر و جنرال موتورز را تحت لیسانس شرکت‌های اصلی تولید می‌کرد. نخستین خودروی ساخته شده توسط این شرکت آریا شاهین بود که در سال ۱۹۶۷ میلادی بر اساس خودروهای تولید رامبلر ساخته شد. این شرکت همچنین خودرو جیپ را تحت لیسانس شرکت اصلی تولید کرد.
در سال ۱۹۷۲ میلادی پس از این که پارس خودرو جزئی از جنرال موتورز شد به جنرال موتورز ایران تغییر نام یافت و تولید خودروهای اپل را با علامت تجاری شورلت در ایران آغاز کرد. این خودرو با موتورهای ۲٫۵ و ۲٫۸ لیتری تولید می‌شد. علاوه بر این یک مدل بیوک به نام بیوک اسکای‌لارک و کادیلاک به نام کادیلاک سویل و یک مدل شورلت به نام شورولت نوا همراه با یک وانت شورلت تولید شد. این تولیدات تا سال ۱۳۶۱ شمسی که دولت جمهوری اسلامی ایران شرکت را وادار به قطع رابطه با جنرال موتورز کرد ادامه داشت.
پس از این پارس خودرو تولید نیسان پاترول را تحت لیسانس شرکت نیسان آغاز کرد، همچنین در آینده نسخه انژکتوری پاترول با نام نیسان سافاری را به تعداد محدود تولید نمود. همچنین شرکت پارس خودرو خط تولید رنو ۵ را از شرکت سایپا خریداری کرده و اقدام به تولید خودروهای سپند I و سپند II نمود که در واقع نسخه‌های تغییر یافته رنو ۵ بودند.
در سال ۲۰۰۰ مقدار ۵۱ درصد از سهام شرکت پارس خودرو توسط سایپا خریداری شد. محصول بعدی پارس خودرو رنو پی‌کی نام داشت که با تلفیق موتور پراید و بدنه رنو ۵ تولید می‌شد. با توجه به این که فاصله چرخ‌های پراید بیش از رنو ۵ بود چرخ‌های پی کی خارج از بدنه آن قرار می‌گرفت. تولید این خودرو متوقف شده است.
در سال ۲۰۰۸ و در اوج بحران مالی ۲۰۰۷-۲۰۰۹، این شرکت بار دیگر مذاکراتی را با شرکت جنرال موتورز برای خرید برند پونتیاک آغاز کرد. جنرال موتورز قصد داشت با فروش این برند خود را از ورشکستگی نجات دهد، اما این مذاکرات به دلیل پیچیدگی روابط ایران و آمریکا، با وجود کسب امتیازات قابل توجه توسط پارس خودرو به سرانجام نرسید.

## محصولات کنونی
در حال حاضر شرکت محصولات رنو را تحت لیسانس شرکت اصلی تولید می‌کند. برلیانس و رنو ساندرو و رنو لوگان از این جمله‌اند. لوگان تولیدی به نام تندر۹۰ شناخته می‌شود. (این محصولات به علت تحریم متوقف شده و کادیلا جایگزین آن شد)
دو محصول جدید هم از اواخر سال ۱۳۸۸ به نام‌های نیسان قشقائی و نیسان تینا به محصولات پارس خودرو اضافه شده است که به ترتیب جای نیسان رونیز و نیسان ماکسیما را گرفته‌اند. البته خودروهای نیسان قشقایی و نیسان تینا توقف تولید شده‌اند.

## فهرست همه محصولات
1. جیپ شهباز (۱۳۳۸ تا ۱۳۶۳)
2. جیپ سیمرغ (۱۳۳۸ تا ۱۳۶۷)
3. آریا شاهین (۱۳۴۵ تا ۱۳۵۷)
4. جیپ آهو (۱۳۴۶ تا ۱۳۶۴)
5. شورولت رویال (۱۳۵۵ تا ۱۳۶۰)
6. رنو ۵ (۱۳۵۵ تا ۱۳۶۲)
7. بیوک اسکای‌لارک (۱۳۵۶ تا ۱۳۶۷)
8. کادیلاک سویل (۱۳۵۶ تا ۱۳۶۲)
9. جیپ توسن (۱۳۵۹ تا ۱۳۷۳)
10. لندرور (۱۳۶۲ تا ۱۳۶۷)
11. شورلت نوا (۱۳۶۵ تا ۱۳۷۱)

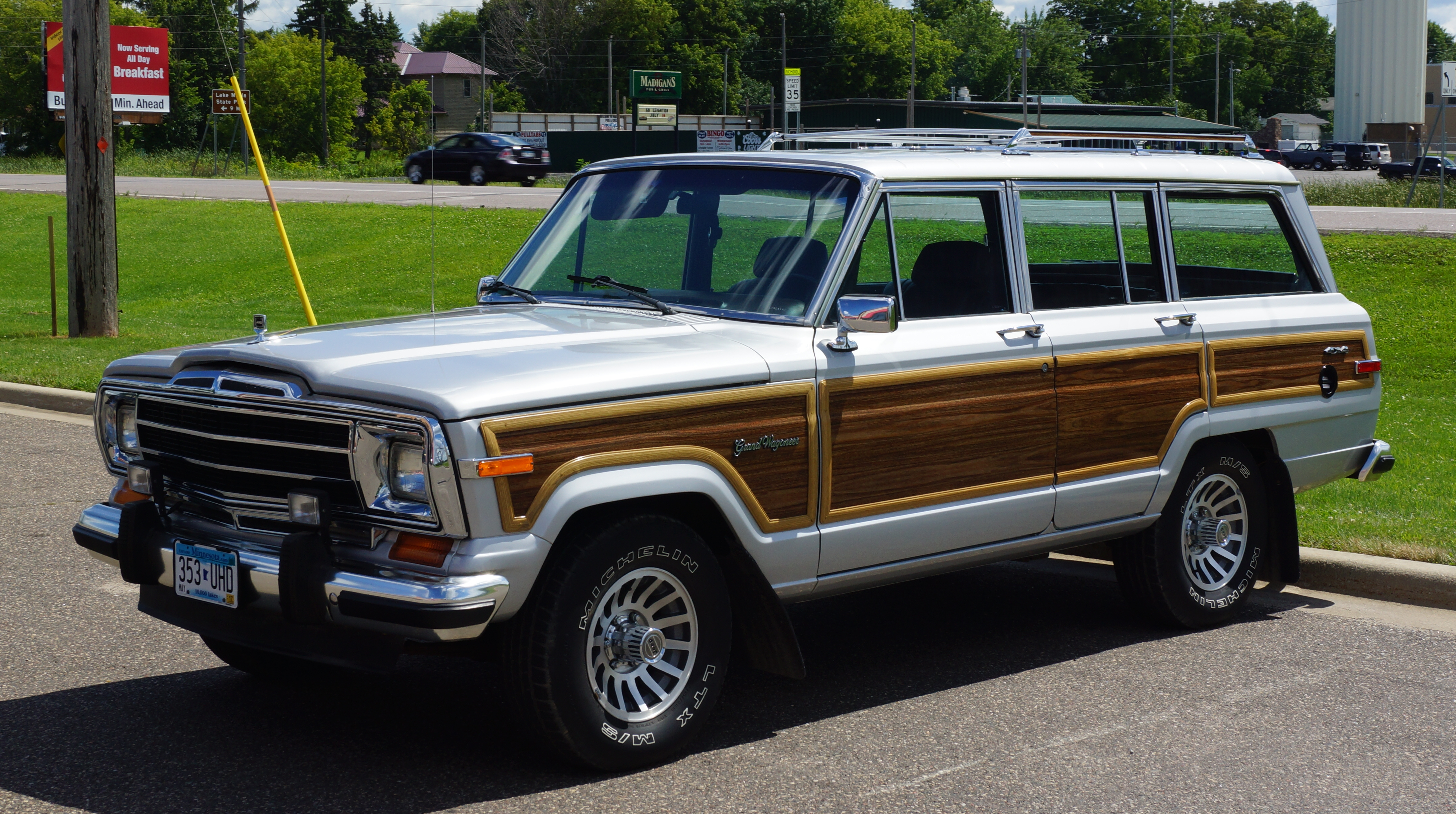
جیپ واگنیر

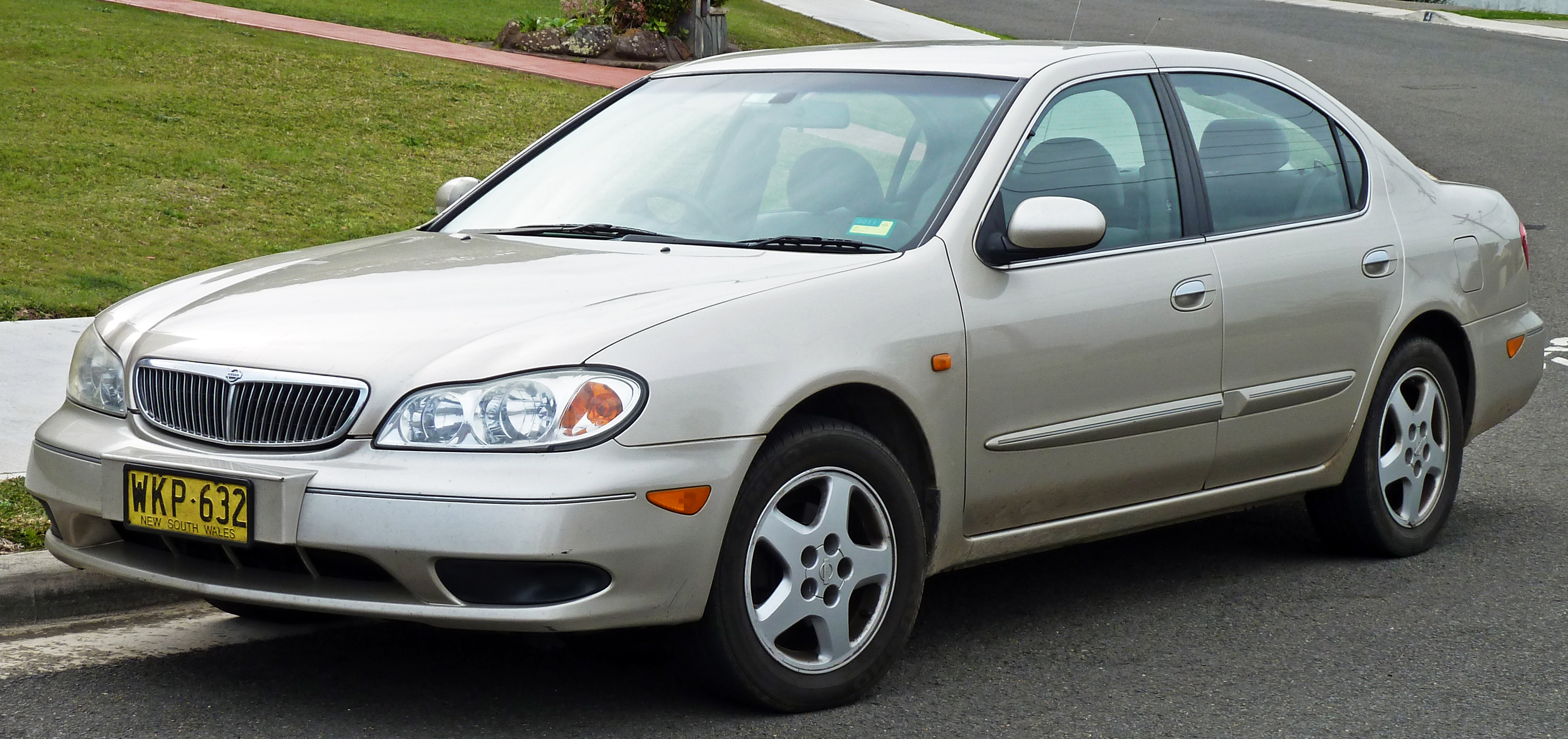
نیسان ماکسیما

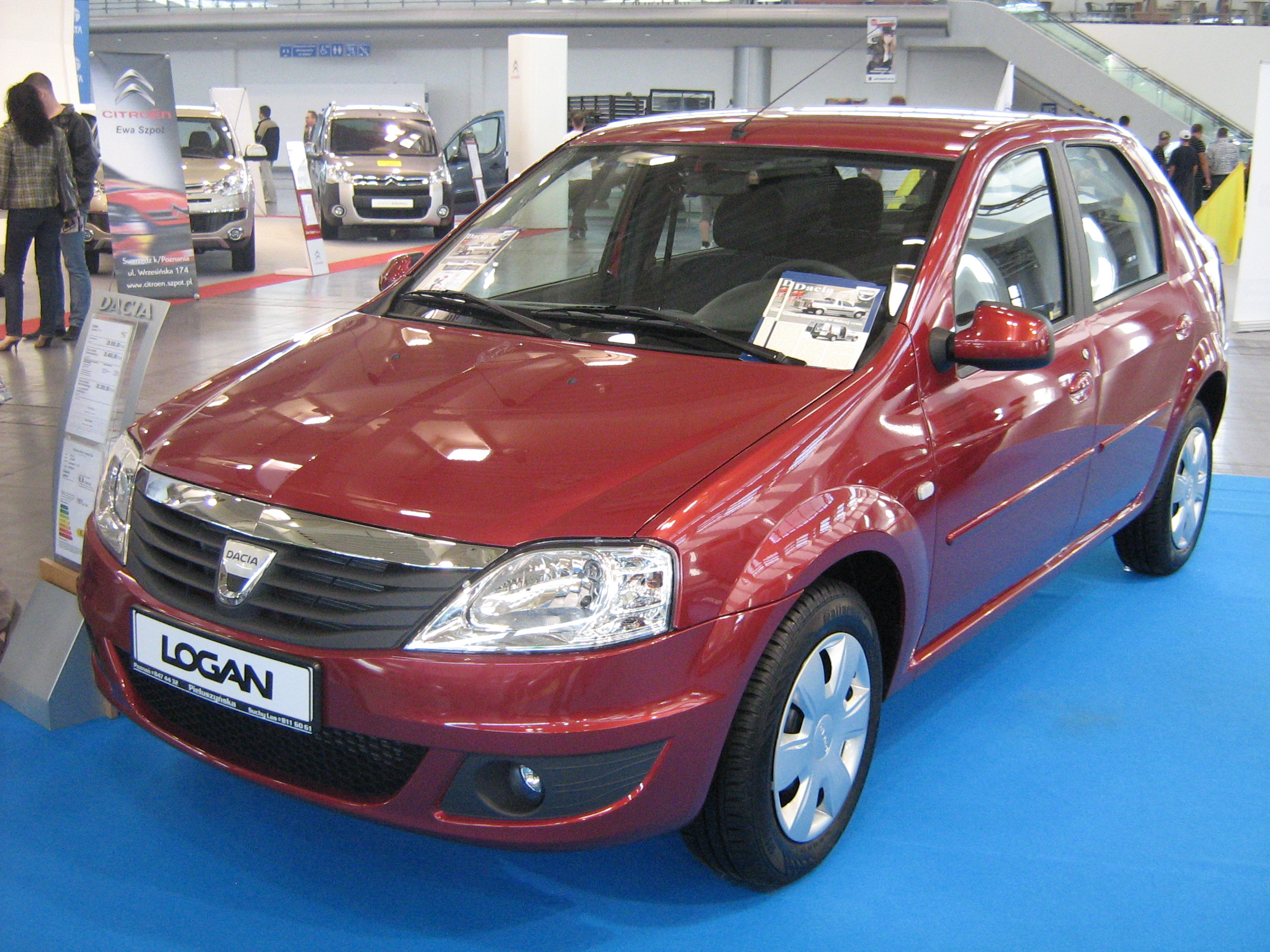
داچیا لوگان

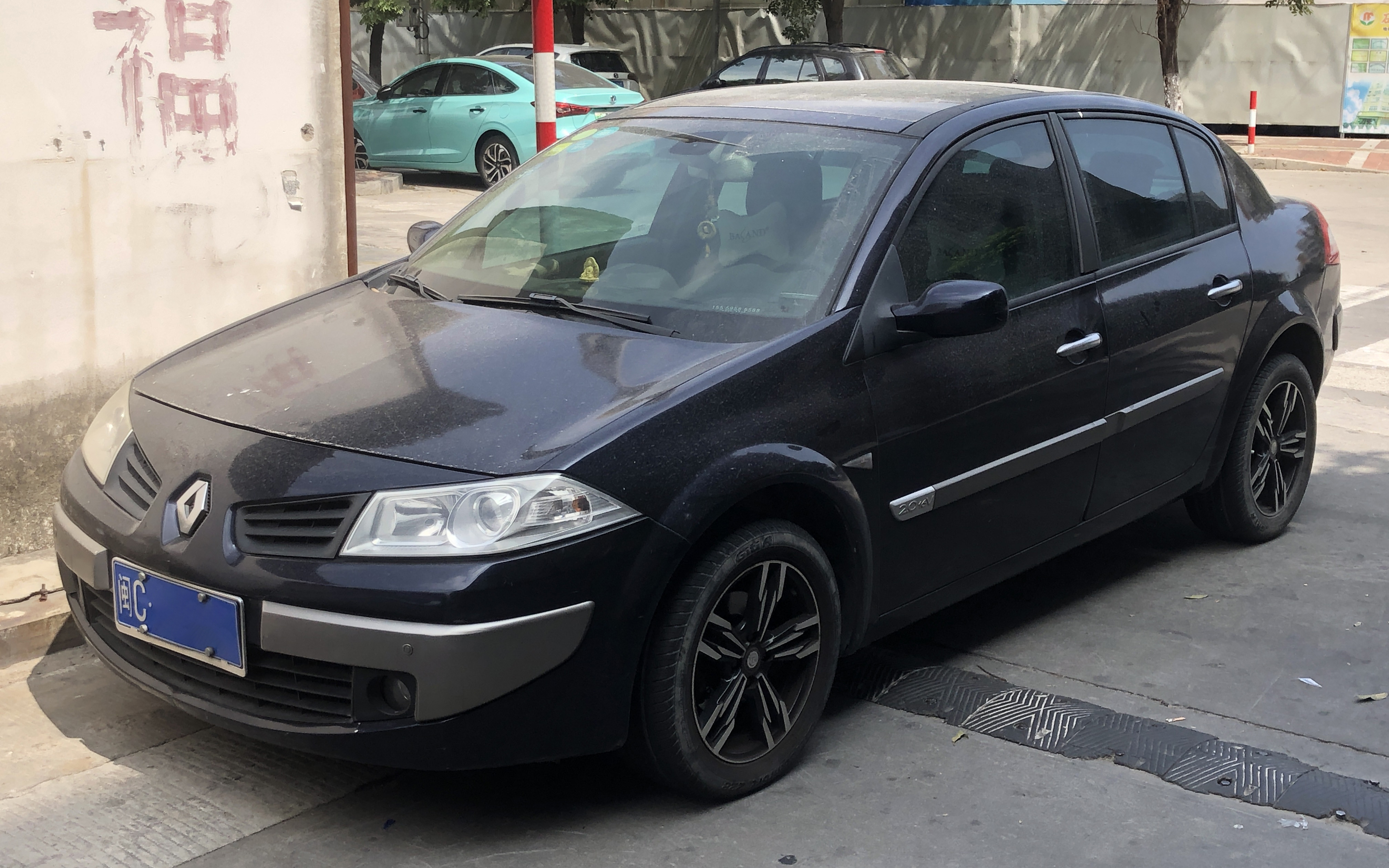
رنو مگان

12. نیسان پاترول چهار در (۱۳۶۴ تا ۱۳۸۲)
13. نیسان پاترول دو در (۱۳۶۶ تا ۱۳۸۲)
14. نیسان پاترول وانت (۱۳۶۷ تا ۱۳۷۸)
15. جیپ صحرا (۱۳۶۹ تا ۱۳۸۲)
16. رنو سپند (۱۳۷۶ تا ۱۳۸۲)
17. نیسان پیکاپ (۱۳۸۰ تا ۱۳۹۲)
18. رنو پی‌کی (۱۳۸۱ تا ۱۳۸۶)
19. نیسان ماکسیما (۱۳۸۱ تا ۱۳۹۱)
20. نیسان رونیز (۱۳۸۲ تا ۱۳۸۹)
21. نیسان سرانزا (۱۳۸۳ تا ۱۳۸۴)
22. رنو تندر ۹۰ (۱۳۸۶ تا ۱۳۹۷)
23. رنو مگان (۱۳۸۷ تا ۱۳۹۳)
24. نیسان قشقایی (۱۳۸۷ تا ۱۳۸۹)
25. نیسان تیانا (۱۳۸۹ تا ۱۳۹۲)
26. رنو پارس تندر (۱۳۹۲ تا ۱۳۹۸)
27. رنو ساندرو (۱۳۹۴ تا ۱۳۹۸)
28. برلیانس اچ۲۳۰ (۱۳۹۴ تا ۱۳۹۹)
29. برلیانس اچ۳۲۰ (۱۳۹۴ تا ۱۴۰۰)
30. برلیانس اچ۳۳۰ (۱۳۹۴ تا ۱۴۰۰)
31. رنو ساندرو استپ وی (۱۳۹۵ تا ۱۳۹۸)
32. برلیانس اچ۲۲۰ (۱۳۹۵ تا ۱۴۰۰)
33. برلیانس کراس (۱۳۹۶ تا ۱۳۹۹)
34. سایپا کوییک (۱۳۹۶ تاکنون)
35. سایپا ساینا (۱۳۹۵ تاکنون)
36. سایپا سهند (۱۴۰۳ تاکنون)
37. پارس نوآ (۱۴۰۳ تاکنون)
38. چانگان سی‌اس۳۵ پلاس (۱۴۰۴ تاکنون)

### خودروهای وارداتی
1. نیسان تیانا
2. نیسان قشقایی
3. نیسان مورانو
4. زوتی دی‌ال۵
5. رووی ئی‌آرایکس۵
6. نیسان سیلفی (برنامه‌ریزی شده)
7. چانگان یونی-کی (برنامه‌ریزی شده)

## کارخانه و تأسیسات
مساحت کارخانه شرکت پارس خودرو اکنون بالغ بر ۵۹۰٫۰۰۰ متر مربع می‌باشد که از این میزان حدود ۱۹۲٫۰۰۰ متر مربع آن به فضای تولیدی و اداری شامل سوله‌ها، ساختمان‌ها و کارگاه‌های مختلف اختصاص یافته است.
مهم‌ترین امکانات موجود شرکت شامل ماشین‌آلات پرس قطعات (تا ظرفیت ۱۸۰۰ تن) تجهیزات اتاق سازی، خطوط رنگ، خطوط تزئینات، آزمون خودرو و ماشین‌آلاتی مانند فرز سی‌ان‌سی، دستگاه برش لیزری پرس دو آلفوم و دستگاه اندازه‌گیری سی‌ام‌ام می‌باشد.

## برند پارس خودرو
برند پارس خودرو در سال ۱۳۹۲ در دهمین جشنواره ملی قهرمانان صنعت ایران به عنوان یکی از ۱۰۰ برند برتر ایران شناخته شد.